# Artjom Anatoljewitsch Woroschilo
Artjom Anatoljewitsch Woroschilo (russisch Артем Анатольевич Ворошило; * 13. August 1988 in Petrosawodsk, Russische SFSR) ist ein russischer Eishockeyspieler, der seit 2019 bei Humo Taschkent in der Wysschaja Hockey-Liga unter Vertrag steht.

## Karriere
Artjom Woroschilo begann seine Karriere als Eishockeyspieler in der Nachwuchsabteilung des HK Spartak Sankt Petersburg, für dessen Profimannschaft er in der Saison 2005/06 sein Debüt in der Wysschaja Liga, der zweiten russischen Spielklasse, gab. Bei Spartak begann er auch die folgende Spielzeit, ehe er im weiteren Saisonverlauf für den HK Piter Sankt Petersburg sowie die zweite Mannschaft des SKA Sankt Petersburg in der drittklassigen Perwaja Liga aktiv war. Nachdem er auch in der Saison 2007/08 ausschließlich für die zweite Mannschaft des SKA in der Perwaja Liga zum Einsatz gekommen war, spielte er von 2008 bis 2010 für den Stadtnachbarn HK WMF Sankt Petersburg in der Wysschaja Liga.
Zur Saison 2010/11 wurde Woroschilo vom HK Sibir Nowosibirsk aus der Kontinentalen Hockey-Liga verpflichtet. Für diesen erzielte er in seiner ersten KHL-Spielzeit je ein Tor und eine Vorlage in 32 Spielen. In den Playoffs spielte er zudem in vier Partien für Sibirs Farmteam Sauralje Kurgan in der neuen zweiten russischen Spielklasse, der Wysschaja Hockey-Liga. Auch in der Saison 2011/12 spielt er für den HK Sibir in der KHL.
Weitere Stationen waren der HK ZSKA Moskau, HK Witjas, HK Rjasan und seit 2019 der neu gegründete Humo Taschkent.

## KHL-Statistik
(Stand: Ende der Saison 2018/19)